# Theridion petrunkevitchi
Theridion petrunkevitchi är en spindelart som beskrevs av Lucien Berland 1920. Theridion petrunkevitchi ingår i släktet Theridion och familjen klotspindlar. Inga underarter finns listade i Catalogue of Life.